# 史密斯先生
《史密斯先生》（英語：Shoot 'Em Up）是一部2007年美国動作喜劇片，由克里夫·歐文、莫妮卡·貝露琪、保羅·賈麥提主演，麥可·戴維斯編導，於2007年11月2日發行，這部電影以高超的對戰與神準的用槍技巧為特色。

## 劇情
某天晚上，無所事事的史密斯先生正坐在椅子上吃他最愛吃的紅蘿蔔，吃到一半突然看到一名男子正追殺著即將臨盆的孕婦，於是上前解救，這時才發現到原來追殺她的不只一位，而是由精通犯罪心理學的赫茲率領的一大群幫派分子，於是就在一陣槍林彈雨的情況下接生了這個孩子，等到史密斯先生想問清楚整個事情的來龍去脈，這名婦人已經中彈身亡了，於是他帶著嬰兒逃離第一波槍戰。
原本以為那群幫派已經達成目的的史密斯，決定要把嬰兒棄置在公園裡給人領養，但沒想到一旁想靠近的好心女子被狙擊槍槍殺，這時他才發現大事不妙，趕緊帶離這個孩子離開現場。史密斯去找了提供餵奶服務的妓女唐娜，但是唐娜拒絕幫忙。史密斯只能離去，但赫茲推理出史密斯可能前來尋求餵食嬰兒的協助而也尾隨欲逼供唐娜告知史密斯的身分與來歷，反遭史密斯伏擊擊殺，但赫茲身穿的防彈衣保住了他一命。
史密斯靠著偷來的車、救濟卷等換來了子彈與物資後帶著唐娜與嬰兒逃往史密斯的住處，但赫茲也經由對於犯罪行為的推理跟蹤而至，史密斯在一輪槍戰後帶著唐娜與嬰兒再次逃出前往汽車旅館過夜，從嬰兒對於電視中的搖滾樂有反應猜出嬰兒懷胎時期可能住在搖滾樂夜店的附近，於是史密斯前往夜店，夜店樓上已經遭到襲擊，而史密斯發現嬰兒的母親照片在夜店樓上的實驗室，史密斯從實驗室中的器材推斷嬰兒的母親是某位參議員的代理孕母。嬰兒係提供議員治療癌症所需臍帶血的產物，因為參議員在競選中提出了管制槍枝的法案，此舉將引來美國最大槍枝工廠漢默生的反對，經過赫茲再次追殺後，史密斯與唐娜帶著嬰兒藏匿於博物館的坦克中，史密斯決定前往漢默生工廠獲取有用的情報而在漢默生工廠遇到了工廠老闆跟受雇於其的赫茲，赫茲在對峙中試圖透過分析史密斯的身分與來歷動搖其決心，但史密斯仍就利用工廠的槍枝逃出生天，此時參議員派出探員與史密斯取得連繫，並告知會給予史密斯等人協助與庇護，史密斯在囑咐唐娜帶著嬰兒搭乘公車離開後，單身前往參議員的私人飛機。
在飛機上，史密斯識破參議員已經與漢默生達成協議，不會針對漢默生製造的槍枝進行管制，引史密斯前來僅是為了滅口，在挾持並殺害參議員後史密斯跳傘逃生，過程中史密斯在空中與追殺而來的探員駁火受傷，因而遭到赫茲所擒獲，赫茲折斷了史密斯的手指以逼問唐娜與嬰兒的下落，但史密斯趁機利用逼供的手術刀逃出，之後將子彈夾入指縫中通過火烤的方式擊發子彈，槍殺了赫茲及其黨羽，於簡單的醫治後史密斯搭乘相同的公車循線與唐娜和嬰兒團聚。

## 評價
史密斯先生在29位影評媒體中獲得兩極的評價，有13位讚賞，14位不認同，但有2位則是完全不買單，纽约时报和Slate完全否定這部電影，他們認為除了凸顯主角是神槍手之外，其他完全看不出來有任何特別地方。在爛番茄上有67%的新鮮度，而IMDb上則有6.7分。